# Eini
La langue eini est une langue à clics parlée en Afrique australe et aujourd'hui éteinte, appartenant au groupe khoïsan. 
L'eini fait partie du sous groupe khoïkhoï du groupe khoï des langues khoïsanes.